# Immigration en Azerbaïdjan
Bien que l'Azerbaïdjan ne soit pas une destination populaire pour les immigrants[réf. nécessaire], le pays a connu récemment des vagues d'immigration avec l'effondrement de l'Union soviétique, en particulier des Azerbaïdjanais ethniques, principalement d'Arménie (en tant que réfugiés), de Russie et du reste de l'ancienne Union soviétique. Après l'effondrement de l'Union soviétique, les Turcs Meskhetiens ont également été transférés en Azerbaïdjan d'Asie centrale. Selon les statistiques, en 2010, un résident de l'Azerbaïdjan sur huit était un migrant. Plus de 90% d'entre eux sont des Azerbaïdjanais et 70% sont des réfugiés des territoires occupés par l'Arménie.

## Histoire
De 1990 à 2011, 410 000 personnes au total auraient immigré en Azerbaïdjan selon les statistiques officielles. Une nouvelle loi russe sur l'immigration datant de 2006 provoque l'arrivée de nombreux immigrants asiatiques devant quitter la Russie. En 2009, la population immigrante dans le pays s'élevait à 269 815 personnes, soit 3,1% de la population de l'Azerbaïdjan. La quasi-intégralité de cette masse immigrante est originaire de pays voisins (Arménie, Géorgie, Russie, Ouzbékistan, Kazakhstan, Ukraine, …). Il n'existe alors aucun service d'enregistrement des immigrants venus dans le pays pour travailler.
En septembre 2018, 119 immigrants illégaux sont arrêtés en quatre jours en vue de les extrader dans leurs pays d'origine.
En juillet 2019, le service des migrations modifie les conditions d'obtention et de conservation des statuts des résidents temporaires et permanents. En décembre, ce même service coordonne la déportation depuis l'Ukraine et le procès du blogueur militant azerbaïdjanais Elvin Isayev à la suite de son arrestation en Ukraine.

## Règlement d'Immigration

### Options d'immigration pour les citoyens étrangers
L'immigration en Azerbaïdjan en tant que citoyen étranger est limitée aux travailleurs qualifiés, aux étudiants et aux membres de leur famille immédiate. Le Code de migration est adopté par le Service national des migrations en 2010.  Selon le Code de la Migration, toute personne mariée à un citoyen azerbaïdjanais peut immigrer en Azerbaïdjan.
En 25 juillet 2006, le programme de Migration d'État de la République d'Azerbaïdjan pour 2006-2008 a été approuvé par le décret présidentiel n ° 1575. L'Azerbaïdjan a approuvé ce programme afin de mettre en pratique le concept de politique de Migration des États. Les principaux objectifs de ce programme sont d'améliorer les mécanismes de gestion des migrations et d'améliorer l'efficacité de la gestion de la migration de l'Etat. Pliisue

### Immigration illégale
En 2010, le Service d'immigration d'Azerbaïdjan a expulsé 8 500 ressortissants étrangers ou apatrides. Les immigrants illégaux (parfois appelés irréguliers) en Azerbaïdjan comprennent :
- les personnes entrées en Azerbaïdjan sans autorisation
- les personnes entrées avec de faux documents
- les personnes dont le visa a expiré[8]